# Safet Isović
Safet Isović (Bileća, 20. listopada 1936. – Sarajevo, 2. rujna 2007.) bosanskohercegovački je umjetnik i doajen sevdalinki. Jedan je od osnivača Stranke demokratske akcije (SDA).

## Životopis
Rođen je 20. listopada 1936. godine u Bileći. Tijekom Drugog svjetskog rata napušta rodnu Bileću kao izbjeglica sa svojim roditeljima. Od tada živi u Banjoj Luci gdje završava osnovnu školu "Šesta pučka škola". Nakon završetka rata vratio se u Bileću gdje je upisao i maturirao gimnaziju, a zatim upisuje višu gimnaziju u Trebinju. Nakon šestog razreda seli u Slavonski Brod gdje je nastavlja školovanje u gimnaziji "Zlatko Šnajder". Tu je bio među najboljim učenicima i završava veliku maturu 1955. godine. Iste godine se seli u Sarajevo i počinje studirati na Pravnom fakultetu. 
Tijekom studiranja u Sarajevu, na nagovor Haska Haverića postaje član ansambla narodnih igara i pjesama studentskog društva "Slobodan Princip Seljo". Godine 1956. odlazi na audiciju na Radio Sarajevo na kojem je radio Jozo Penava, koji je napisao prvu pjesmu za 19-godišnjeg Isovića, "Sjetuje me majka". Nakon što je položio audiciju (iz drugog pokušaja), dobio je termin da snimi dvije pjesme. Prve pjesme koje je snimio su bile "Kad ja pođem iz Sarajeva grada" i "Kasno prođoh kraj Morića hana" koje su prvi put objavljene na Radio Sarajevu na dan oslobođenja Sarajeva 1957. godine. Prvi solistički koncert je održao u "Domu sindikata" u Beogradu 19. ožujka 1963. godine kojeg je otvorio pjesmom "Otvori vrata od hamama, Zlato, Zlatijo". Zatim su slijedile godine njegovog velikog uspjeha. 
Bio je pobjednik mnogih velikih glazbenih festivala, dobitnik Zlatnog mikrofona i oko 35 zlatnih i srebrnih ploča, zatim dobitnik Estradne nagrade Bosne i Hercegovine i Estradne nagrade SFR Jugoslavije. Dvorane u kojima je održavao solističke koncerte širom svijeta, bile su prepune kad god je gostovao. Vrhunac svih tih gostovanja je bio održani koncert u prepunoj dvorani Sydneyske opere u Sydneyu kojoj je ušao u katalog izvođača i jedini je pjevač iz bivše Jugoslavije koji je u njoj gostovao. Snimio je brojne sevdalinke za arhiv Radio Sarajeva (uključujući i nekoliko sevdalinki uz saz). Bio je aktivan član Udruženja estradnih radnika Bosne i Hercegovine.
Politikom se počeo baviti 1990. godine. Aktivno je učestvovao u osnivanju Stranke demokratske akcije (SDA), bio je među četiri prva potpisnika akta o osnivanju SDA kojoj je on osobno dao ime. Bio je izabran za republičkog zastupnika, a kasnije i za federalnog. Zbog neslaganja s političkim pravcima u kojima je SDA išla, 1998. godine se povukao iz politike i aktivnog djelovanja u stranci.
Tijekom rata u Bosni i Hercegovini bio je teško ranjen u svojoj obiteljskoj kući. Nakon dužeg liječenja je ozdravio i nastavio se baviti glazbom. U društvu svojih prijatelja često je pjevao stare sevdalinke koje nikad nije snimio te operne arije. Jedna od sevdalinki koje je rado pjevao, a nikada nije snimio je "Na Ophođi prema Bakijama". Volio je pjevati i vranjanski sevdah.
Umro je u Sarajevu, 2. rujna 2007. godine. Dženaza je obavljena 4. rujna 2007. godine u haremu Alipašine džamije u Sarajevu.

## Vanjske povezice
- Safet Isović